# Ralf Grabsch
Ralf Grabsch (Wittenberg, 7 d'abril de 1973) és un exciclista alemany, professional des del 1996 al 2008. Un cop retirat ha dirigit diferents equips.
El seu germà Bert també s'ha dedicat al ciclisme.

## Palmarès
- 1994
  - Vencedor d'una etapa de la Cursa de la Pau
- 1995
  - Vencedor d'una etapa de la Commonwealth Bank Classic
- 1996
  - 1r a la Volta a Hessen
- 1997
  - Vencedor d'una etapa de la Volta a Baviera
  - Vencedor d'una etapa de la Volta a la Baixa Saxònia
- 1998
  - Vencedor d'una etapa del Tour de Poitou-Charentes
- 1999
  - 1r a la Ster der Beloften i vencedor d'una etapa
- 2006
  - Vencedor d'una etapa de la Volta a Baviera

### Resultats al Tour de França
- 2006. 102è de la classificació general
- 2007. 116è de la classificació general
- 2008. 123è de la classificació general

### Resultats al Giro d'Itàlia
- 2002. 111è de la classificació general